# Chapultepec Uno
Le Chapultepec Uno est un gratte-ciel en construction à Mexico au Mexique. Son achèvement est prévu pour 2018. Il s'élèvera à 241 mètres. 